# Can Rovira (Vilobí d'Onyar)
Can Rovira és un edifici del municipi de Vilobí d'Onyar (Selva). Tot i que la casa té els seus orígens al segle xiv, l'edifici actual és del segle xvii amb importants reformes al segle xviii i XX. És una gran construcció de dues plantes i golfes amb una petita capella adossada al costat esquerre. Forma part de l'Inventari del Patrimoni Arquitectònic de Catalunya.

## Descripció
La façana principal presenta un portal quadrangular amb llinda monolítica amb la inscripció "Jaume Rovira 1643". Les obertures són totes quadrangulars emmarcades amb pedra i sobre la porta hi ha un balcó amb barana de ferro treballada. A la part de les golfes hi ha dues finestres d'arc de mig punt. Adossat perpendicularment al costat dret de la façana hi ha un gran porxo amb volta rebaixada amb terrassa a sobre. Al costat esquerre, sobresortint de la línia de façana, hi ha la capella dedicada al Misteri de dolor de l'Oració de l'Hort, construïda l'any 1910. És una construcció de línies senzilles amb portal i finestra quadrangulars i un campanar de cadireta sense campana amb una creu de ferro.

## Història
Aquesta casa guardava un fons documental molt important que malauradament va ser cremat durant la guerra civil. Sembla que al segle xiv ja es troba documentat un Rovira de Sant Dalmai que feia d'alcalde d'aquesta població. Com a altres cases importants de la zona, s'hi va incorporar una capella l'any 1910, quan els oncles de l'actual propietari van cantar missa.